# Retrophyllum piresii
Retrophyllum piresii é uma espécie de conífera da família Podocarpaceae.
Denominado como pinheiro-da-amazônia, apesar de não ser um verdadeiro pinheiro (género Pinus) e tão pouco pertencer a família dos pinheiros (Pinaceae), é apenas encontrado no Brasil. Possível que no futuro este nome caia em desuso em favor do nome que os nativos dão a esta espécie vegetal, como ocorreu com o rimu.
Indicada como uma das plantas mais raras do Brasil, a espécie é endêmica da Serra do Pacaás Novos, localizada no estado de Rondônia, no interior da Terra Indígena Uru-Eu-Wau-Wau e Parque Nacional de Pacaás Novos. A identificação e descrição da espécie foi realizada a partir de duas amostras nativas coletadas em 14/08/1976. Desde então nenhuma outra coleta foi realizada, sendo o local de difícil acesso e protegido pelas leis brasileiras.
De acordo com a ficha de campo, as amostras coletadas são de um indivíduo arbóreo, com 30 metros de altura, em altitude de 250 metros. 